# 庫皮什基斯
庫皮什基斯是立陶宛的城市，位於該國東北部，由帕內韋日斯縣負責管轄，面積7平方公里，2010年人口7,918。第二次世界大戰期間，納粹德國在1941年殺害鎮上約800名猶太人居民。

## 外部連結
- Virtual Tour of Kupiškis （页面存档备份，存于）
- （立陶宛文） Kupiškis district municipality official site  （页面存档备份，存于）
- Kupiskis JewishGen ShtetLinks site
- Kupiškis City photos on Miestai.net （页面存档备份，存于）